# Simó Ferenc (festő)
Kissolymosi Simó Ferenc (Székelyudvarhely, 1801. április 11. – Kolozsvár, 1869. december 19.) festőművész.

## Életpályája
Simó Ferenc ügyvéd fia volt. Tanulmányait a Bécsi Képzőművészeti Akadémia hallgatójaként végezte el – megszakításokkal – 1818–1826 között. Ezután Budán és Kolozsváron dolgozott portréfestőként, közel 40 éven át. 1836–1869 között tanított Kolozsváron rajzot; Székely Bertalan és Dósa Géza is tanítványa volt.
Olajképein és akvarelljein minden apró részletet kidolgozott. Műveinek egy része a Magyar Nemzeti Galériában található.

## Kiállításai
- Bécs (1824)

## Portréfestményei

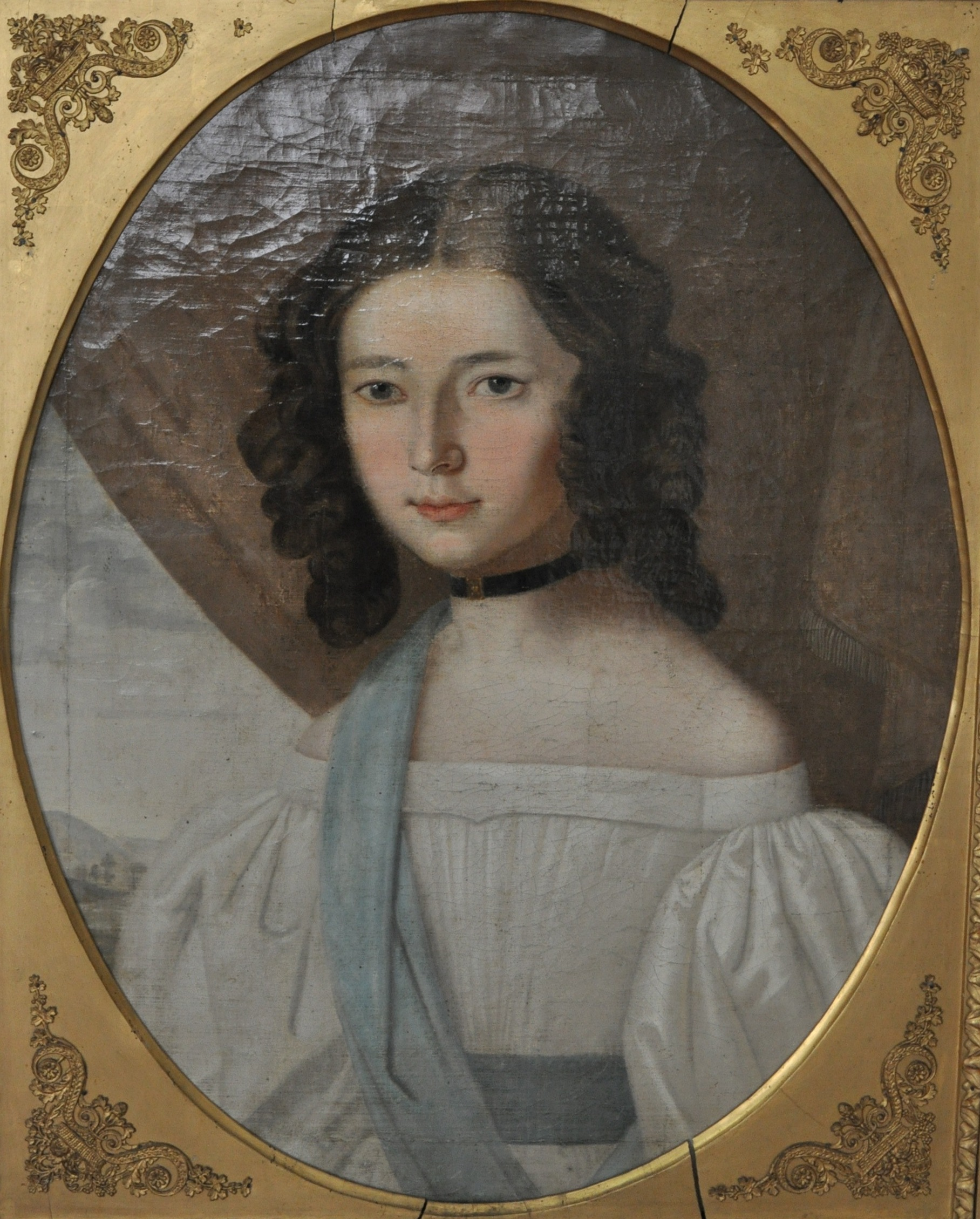
Simó Ferenc: Sombori Eszter portréja

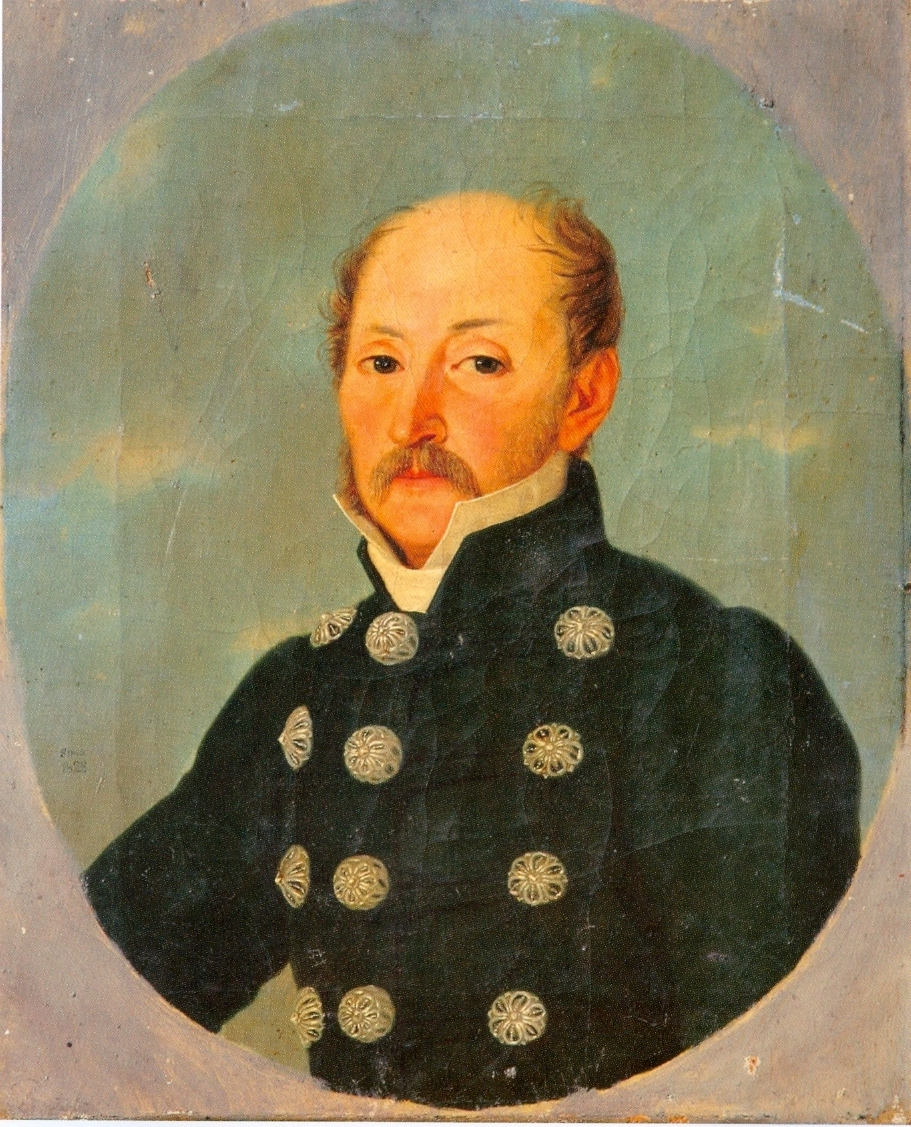
Simó Ferenc: Kisfaludy Sándor portréja

- Döbrentei Gábor
- Kazinczy Ferenc
- Berzsenyi Dániel
- Virág Benedek
- Ráday Gedeon
- Kisfaludy Sándor

- Mednyánszky Alajos